# Montjaux
Montjaux – miejscowość i gmina we Francji, w regionie Oksytania, w departamencie Aveyron. W 2013 roku jej populacja wynosiła 412 mieszkańców. Przez gminę przepływa rzeka Tarn (rzeka). Gmina położona jest na terenie Parku Regionalnego Grands Causses. 

## Zabytki
Zabytki w miejscowości posiadające status monument historique:
- zamek w Montjaux (fr. Château de Montjaux)
- dolmen du Puech
- kościół św. Kwiryniusza (fr. Église Saint-Quirinus)
- kościół św. Marcina z Aiguebonne (fr. Église Saint-Martin d'Aiguebonne)
- dom Bermont (fr. Maison Bermont)